# João Paulo Costa

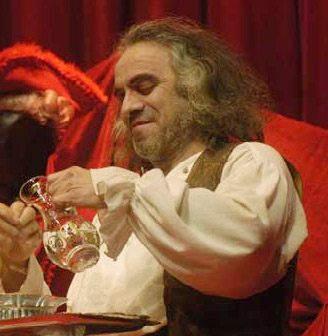
João Paulo Costa no papel de Esganarelo em D. Juan de Moliére, encenado por Kuniaki Ida (2005)

João Paulo de Meireles Campos Costa (Lamego, 13 de Janeiro de 1955) é um actor e encenador português cuja carreira se tem desenvolvido sobretudo no Porto. Actualmente integra a Companhia de Teatro ACE/Teatro do Bolhão. 
Entre outros, encenou os espectáculos A Ópera do Falhado, com texto e música de JP Simões e Sérgio Costa/Belle Chase Hotel (2003), Quem tem medo de Virginia Woolf? de Edward Albee (2004) e A Noite da Iguana de Tennessee Williams (2007).